# Зангезурске планине
Зангезурске планине (јерм. Զանգեզուրի լեռնաշղթա; азер. Zəngəzur dağları) су планински ланац у централном делу Јерменске висоравни у регији Закавказје. Простиру се у меридијанском правцу у дужини од 130 км од међуречја Тертера и Арпе (северно од изворишта реке Воротан) па све до Аракса на југу. Преко највиших врхова у јужном делу масива прелази државна граница између Јерменије и Азербејџана, односно између марза Сјуник и Нахичеванске републике. 
Просечна надморска висина је око 2.200—2.400 м, а највиши врх је Капуџух (3.905 м). Још 6 врхова прелази 3.000 метара: Сисакатар (3.827 м), Напет (3.510 м), Ернџак (3.362 м), Шапонк (3.204 м), Салавард (3.167 м), Гохтансар (3.144 м) и Ајрисар (3.125 м).
Зангезурске планине уједно представљају и развође са којег реке теку ка западу (Масрик, Арпа, Нахичеванчај, Алинџачај и Гиљанчај) и истоку (Тертер, Воротан, Вохчи и Мегри). Планински ланац је доста асиметричан, па су тако јужне и западне падине веома стрме и камените, а источне падине су знатно блажег нагиба и постепено се спуштају ка долини Воротана. На основу рељефних и морфолошких карактеристика, цео планински ланац се може поделити на северни и јужни део. Северни делови су нешто нижи (просечно 2.800 м) и лакше проходни захваљујући бројним превојима (Воротански на 2.344 м и Сисијански на 2.347 м). Јужни део је доста издигнутији и ту се налазе највиши врхови система, бројни су циркови на чијем дну су смештена мања ледничка језера. У јужном делу Зангезурске планине се деле у два крака: Багрушатски и Мегрински. 
У основи целог планинског ланца се налазе гранити и гранодиорити, а постоје лежишта руде бакра и молибдена. 
У предгорју на југу налази се град Ордубад (најјужнији град Нахичеванске ексклаве). 
Западни бронци су обрасли полупустињском вегетацијом и степом, а источне су под бујним листопадним (храст, граб, јасен, јавор) у нижим и четинарске у вишим деловима.